# Gubernia czarnomorska

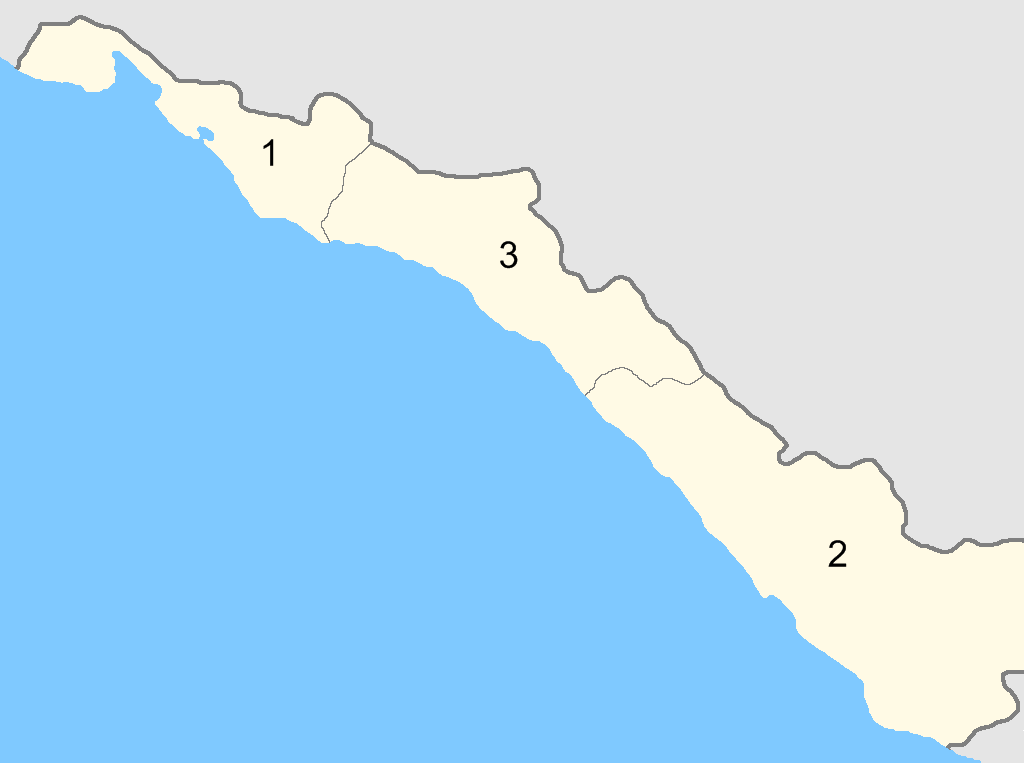
Podział guberni na okręgi

Gubernia czarnomorska (ros. Черноморская губерния) – jednostka administracyjna Imperium Rosyjskiego na Kaukazie, utworzona 23 maja?/4 czerwca 1896 w konsekwencji wydzielenia okręgu czarnomorskiego obwodu kubańskiego w odrębną gubernię. Najmniejsza pod względem powierzchni i liczby ludności gubernia Imperium Rosyjskiego. Stolicą guberni był Noworosyjsk. Wchodziła w skład Namiestnictwa Kaukaskiego. Istniała do marca 1918.
Gubernia była położona na wybrzeżu Morza Czarnego wąskim pasem między morzem a głównym grzbietem zachodniego Kaukazu. Graniczyła od północy i północnego wschodu z obwodem kubańskim (na większości granicy poprzez grzbiet Kaukazu), od zachodu i południowego zachodu z Morzem Czarnym, od południowego wschodu z gubernią kutaiską (okręg suchumski).
Powierzchnia guberni wynosiła w 1897 r. – 7346 km² (6455 wiorst²). Gubernia w początkach XX wieku była podzielona na 3 okręgi.

## Demografia
Ludność, według spisu powszechnego 1897 – 57 478 osób – Rosjan (42,9%), Ukraińców (16,1%), Ormian (10,9%), Greków (3,4%), Czerkiesów, Adygejczyków, Czechów, Słowaków, Żydów, Gruzinów, Mołdawian, Niemców i Polaków.

### Ludność w okręgach według deklarowanej narodowości 1897[1]
| Okręg            | Rosjanie | Ukraińcy | Ormianie | Grecy | Czerkiesi i Adygejczycy | Czesi i Słowacy | Żydzi | Gruzini | Mołdawianie i Rumuni | Estończycy | Niemcy | Polacy |
| ---------------- | -------- | -------- | -------- | ----- | ----------------------- | --------------- | ----- | ------- | -------------------- | ---------- | ------ | ------ |
| Gubernia łącznie | 42,9%    | 16,1%    | 10,9%    | 10,4% | 3,4%                    | 2,2%            | 1,7%  | 1,7%    | 1,6%                 | 1,4%       | 1,3%   | 1,3%   |
| Noworosyjski     | 55,3%    | 16,7%    | 2,1%     | 10,0% | ...                     | 2,9%            | 2,8%  | 0,7%    | 0,5%                 | 0,5%       | 1,4%   | 1,7%   |
| Tuapseński       | 30,7%    | 24,0%    | 18,7%    | 4,1%  | 13,0%                   | 3,0%            | 0,1%  | 0,3%    | 1,6%                 | ...        | 0,9%   | 0,9%   |
| Soczijski        | 18,9%    | 9,2%     | 28,5%    | 15,5% | 5,5%                    | ...             | ...   | 5,0%    | 4,5%                 | 4,4%       | 1,2%   | 0,4%   |

Współcześnie terytorium historycznej guberni wchodzi w skład Kraju Krasnodarskiego Federacji Rosyjskiej.